# قلتش خان كندي
قلتش خان كندي (بالفارسية: قلچ‌خان‌کندی) هي منطقة سكنية تقع في Charuymaq-e Jonubesharqi Rural District في إيران. يقدر عدد سكانها بـ 483 نسمة .